# Eduardo Mangada Samain
Eduardo Mangada Samain (Anna, Canal de Navarrès, 4 de març de 1932) és un arquitecte i polític espanyol del Partit Socialista Obrer Espanyol.

## Biografia
Va cursar estudis d'Arquitectura a l'Escola Tècnica Superior d'Arquitectura de Madrid, en la qual seguidament va exercir com a catedràtic.
Actiu en política des de la dècada de 1970, va militar al Partit Comunista d'Espanya entre 1973 i la seva expulsió en 1982 a conseqüència del seu suport a la fusió amb Euskadiko Ezkerra.
Va ser primer tinent d'alcalde i Regidor d'Urbanisme de l'ajuntament de Madrid, al costat d'Enrique Tierno Galván entre 1979 i 1982. En 1983, Joaquín Leguina el reclamà per formar part del Primer Govern de la Comunitat de Madrid atribuint-li la titularitat de la Conselleria d'Ordenació del Territori, Medi ambient i Habitatge, competències a les que va sumar el 1987 les d'Obres Públiques i Transports.
Retirat de la vida política el 1991, des de llavors s'ha dedicat a l'Arquitectura i l'urbanisme.